# Aleksandr Khintxin
Aleksandr Khintxin (rus: Александр Яковлевич Хинчин)  (Kóndrovo, 7 de juliol de 1894 (Julià) - Moscou, 18 de novembre de 1959) fou un matemàtic soviètic, professor de la Universitat Estatal de Moscou i un dels científics més significatius de l'escola soviètica de la teoria de la probabilitat. Membre corresponent de l'Acadèmia de les Ciències de l'URSS (1939), membre titular de l'Acadèmia de Ciències Pedagògiques de la RSFSR (1944). Guanyador del Premi Stalin del segon grau pel seu treball sobre la teoria de la probabilitat.
Khintxin és un dels representants més brillants de l'Escola Matemàtica de Moscou. Va obtenir resultats fonamentals en la teoria de funcions d'una variable real, teoria de nombres, teoria de la probabilitat i física estadística. El patrimoni científic de Khintxin inclou, en particular, 4 monografies sobre teoria de la probabilitat, 3 sobre física estadística i 2 sobre teoria dels nombres.

## Biografia
El pare de Khintxin era enginyer. Khintxin va assistir a l'escola secundària tècnica a Moscou, on va quedar fascinat per les matemàtiques. Tanmateix, les matemàtiques no eren, sens dubte, el seu únic interès quan estava a l'escola secundària perquè també tenia un apassionat amor a la poesia i al teatre. El 1908-1914, es van publicar 4 petites col·leccions a Kaluga. Es coneix una carta d'Aleksandr Blok a Khintxin amb l'aprovació de la seva obra.
Va completar la seva educació secundària el 1911 i va ingressar a la Facultat de Física i Matemàtiques de la Universitat de Moscou aquell any. Al grup de recerca del matemàtic Nikolai Luzin va començar la seva primera investigació independent sobre la teoria de funcions reals. Després de completar els seus estudis el 1916, Khintxin va romandre a la Universitat de Moscou, fent recerca per a la seva tesi doctoral que li permetria ser professor universitari. Després d'un parell d'anys va començar a ensenyar en diverses facultats, tant a Moscou com a Ivànovo-Voznesensk.
Quan se li va oferir una càtedra de matemàtiques el 1922, va tornar a Moscou. Anteriorment havia treballat en un institut de recerca a la Universitat Estatal de Moscou. El 1939, l'Acadèmia de les Ciències de l'URSS el nomenà membre corresponent.Fou també membre titular de l'Acadèmia de Ciències Pedagògiques de la RSFSR i un dels seus fundadors (1943), a més d'autor d'obres sobre els mètodes d'ensenyament de les matemàtiques.
Al període 1943-1957 Khintxin va dirigir el Departament d'Anàlisi Matemàtica de la Facultat de Mecànica i Matemàtiques de la Universitat Estatal de Moscou.
Va morir a Moscou el 18 de novembre de 1959.Va ser enterrat al nou cementiri de Donskoi.

## Activitats científiques
Els primers treballs de Khintxin estaven relacionats amb el càlcul infinitesimal i l'anàlisi real. Seguint el treball d'Arnaud Denjoy sobre un mètode generalitzat d'integració, va començar a formular les condicions perquè es formés una derivada asimptòtica a gairebé tots els punts en un interval de funció mesurable. Després d'això, Khintxin es va concentrar en investigacions en el camp de la teoria de nombres, com ara les propietats dels nombres irracionals. Va investigar els problemes de la teoria de l'aproximació diofantina i va desenvolupar (paral·lelament a Kurt Mahler) els anomenats conjunts de transferència per obtenir resultats entre problemes d'aproximació relacionats.
Va tractar sobre l'aplicació de la teoria de la funció mètrica en el camp de la teoria de la probabilitat. En particular, va examinar el context de sumes de variables aleatòries independents i distribucions infinitament divisibles i va palesar la fórmula de Lévy-Khintxin. Fou capaç de demostrar, per exemple, que donada una elecció adequada de constants, la suma de distribucions normalitzades, independents i distribuïdes idènticament sempre convergeix a una distribució normal (teorema del límit central).
Va justificar la teoria mètrica de les fraccions contínues en demostrar, el 1935, que en gairebé tots els nombres reals la mitjana geomètrica dels denominadors de part de les seves fraccions continuades convergeix en la constant de Khintxin.
Al mateix temps que Andrei Kolmogórov, va mostrar alguns aspectes bàsics per descriure processos aleatoris necessaris per a la construcció i operació d'equips tècnics, automatitzats i les seves operacions. Aquest treball el va portar al camp de la física quàntica clàssica, on va poder provar algunes connexions amb mètodes analítics. Amb el desenvolupament simultani del teorema ergòdic individual desenvolupat per George David Birkhoff, Khintxin va aconseguir demostrar que en els procediments experimentals és suficient considerar només un procés estacionari quan cal estimar la mitjana i la dispersió corresponent de les quantitats experimentals. També va mostrar interès en el camp de la teoria de la informació, les bases del qual van ser creades per Claude Elwood Shannon. El teorema de Wiener-Khintxin rep el seu nom i el de Norbert Wiener.

## Obres
- Aleksandr Khintxin. Цепные дроби (en rus), ed. contemp. 2004.
- Aleksandr Khintxin. Tres perles de la teoria de nombres.  Barcelona: Institut d'Estudis Catalans, 2016. ISBN 9788499653129.
- Aleksandr Khintxin. Восемь лекций по математическому анализу (en rus), 1948.
- Aleksandr Khintxin. Асимптотические законы теории вероятностей (en rus), 1936.
- Aleksandr Khintxin. Краткий курс математического анализа (en rus), 1953.
- Aleksandr Khintxin «Об основных теоремах теории информации» (en rus). Fites en ciències matemàtiques [Moscou], 11, 1(67), 1956, pàg. 17–75.
- Aleksandr Khintxin. Работы по математической теории массового обслуживания (en rus).  Мoscou: Fizmatlit, 1963.
- Aleksandr Khintxin. Математические основания статистической механики (en rus), 1943; 2003.
- Aleksandr Khintxin. Педагогические статьи: Вопросы преподавания математики. 2-е изд (en rus).  Moscou: Editorial URSS, 2006. ISBN 5-484-00531-0.
- Aleksandr Khintxin. Избранные труды по теории вероятностей (en rus), 1995.
- Aleksandr Khintxin. Избранные труды по теории чисел (en rus).  МЦНМО.
- B. V. Gnedenko; Aleksandr Khintxin. Элементарное введение в теорию вероятностей (en rus). 10a edició revisada.  Moscou: Editorial URSS, 2003.